# Coelopencyrtus xylocopae
Coelopencyrtus xylocopae är en stekelart som först beskrevs av Girault 1919.  Coelopencyrtus xylocopae ingår i släktet Coelopencyrtus och familjen sköldlussteklar. Inga underarter finns listade i Catalogue of Life.